# تاتا خاچاطریان
تاتا خاچاطریان (ارمنی: Տատա Խաչատրյան؛  ۲ اوت ۱۹۹۴) یک بازیگر اهل ارمنستان بود. وی از سال ۲۰۱۰ میلادی تاکنون مشغول فعالیت بوده‌است.

## زندگی‌نامه
وی در ۲ اوت ۱۹۹۴ در سن پترزبورگ به دنیا آمد و از آکادمی هنرهای تئاتر روسیه (۲۰۱۷) فارغ‌التحصیل شد. وی هم اکنون در مسکو سکونت دارد.